# 于里·卢伊克
于里·卢伊克（1966年8月17日—）是一位爱沙尼亚外交家和政治人物。他曾三任爱沙尼亚国防部长，最近一次是在前总理于里·拉塔斯的内阁中（2017-2021年）。 除此之外，他还曾主持过欧洲人民党防长会议。

## 外交生涯
卢伊克自1991年起活跃于爱沙尼亚的外交事务，他在2003-2007年历任爱沙尼亚共和国驻加拿大、墨西哥和美利坚合众国特命全权大使。